# Plegadis
Plegadis (Kaup, 1829) è un genere di uccelli della famiglia dei Treschiornitidi.

## Etimologia
Il nome del genere deriva dal termine greco πληγας (plēgas), con il significato di “falce", a indicare la forma ricurva del becco delle specie in esso incluse.

## Tassonomia
Il genere comprende tre specie viventi:
- Plegadis falcinellus (Linnaeus, 1766) - mignattaio
- Plegadis chihi (Vieillot, 1817) - ibis facciabianca
- Plegadis ridgwayi (Allen, 1876) - ibis della puna

Al genere sono inoltre state assegnate due specie fossili:
- Plegadis paganus (Milne-Edwards, 1868)
- Plegadis pharangites (Olson, 1981)